# シーソー形分子構造
くさび形（くさびがた）またはシーソー形（シーソーがた）は、中心原子に対する4つの結合があり、全体としてC2v対称性を持つ分子の幾何配置の一種である。「シーソー形」という名称は、遊び場のシーソーのように見えることから来ている。最も一般的には、中心原子への4つの結合は四面体形または、それほど多くはないが平面四角形幾何配置をもたらす。シーソー形幾何配置は、その名前の通りに、まれである。
シーソー形幾何配置は、分子が5の立体数を持ち、中心原子に4つの原子と1つの非共有電子対が結合している時に生じる（AXE表記法におけるAX4E型）。5つの原子と結合した（非共有電子対とは結合していない）原子は三方両錐形をとる。しかしこの場合は、原子の1つが非共有電子対に置き換わっている。原子と比較して非共有電子対は電子をより強く遠ざけるため、置き換わる原子は常にエクアトリアル位の原子である。

## 構造
くさび形（シーソー形）幾何配置を持つ分子は2種類の配位子を持ち、互いに180° の角度にある2つの配位子はアキシアル位配位子と呼ばれる。アキシアル位以外の配位子は、アキシアル位配位子と直交している。典型的には、アピカル位配位子への結合長はエクアトリアル位配位子への結合長よりも長い。アキシアル位配位子とエクアトリアル位配位子との間の角度は90° である。2つのエクアトリアル位配位子間の角度は120° である。
くさび形分子は、三方両錐形分子と同様に、ベリー擬回転を起こす。したがった、SF4の19F NMRスペクトルは（PF5のスペクトルと同様に）、室温付近では単一の共鳴シグナルからなる。移動中の4つの原子は中心原子に関しててこの役割をする。例えば、四フッ化硫黄の4つのフッ素原子は硫黄原子の周りを回転する。

## 分子の例
シーソー形分子構造は以下の化学種で見られる。
- SF4
- SeF4
- IF2O−
2
- IOF3
- ClF+
4
- TeF4（英語版）
- XeO2F2
- AsF−
4